# Alois Dienstleder
Alois Dienstleder (* 17. Juni 1885 in Graz; † 31. Jänner 1946 ebenda) war ein österreichischer Politiker (CS, VF, ÖVP) und ein Landeshauptmann der Steiermark.

## Leben und Karriere
Nach der Volksschule besuchte Dienstleder die Bürgerschule, danach die Handelsschule. Er erlernte den Beruf des Buchhändlers. Die Matura holte er nach, um daraufhin Rechtswissenschaften an der Universität Graz zu studieren. 1920 wurde er zum Dr. jur. promoviert.
Anschließend absolvierte der Grazer die Gerichts- und Verwaltungspraxis. Kurz darauf wurde er Landesrat der Steiermärkischen Landesregierung. 1934 wurde er Dozent für Verwaltungs- und Kirchenrecht, ein Jahr später wurde er zum Universitätsprofessor ernannt. Zwischen 1938 und 1945 wurde er von den Nationalsozialisten außer Dienst gestellt. Nach dem Krieg wurde er allerdings wieder eingesetzt.
Zwischen 1934 und 1938 war Dienstleder Mitglied des österreichischen Staatsrates und vom 19. Dezember 1945 bis zu seinem Tod Mitglied des Bundesrates der Nachfolgerpartei der CS, der ÖVP.
In seiner Zeit als Bundesrat war er auch dessen stellvertretender Vorsitzender.
Vom 13. November 1933 bis zum 2. November 1934 war Alois Dienstleder Landeshauptmann der Steiermark und vom 20. Mai 1945 bis zum 28. Dezember 1945 war er Landeshauptmann-Stellvertreter.
Er ist auf dem St.-Leonhard-Friedhof in Graz beigesetzt.